# 大倉燁子
大倉 燁子（おおくら てるこ、1886年4月12日 - 1960年7月18日、本名：物集 芳子（もずめ よしこ））は、日本の小説家。

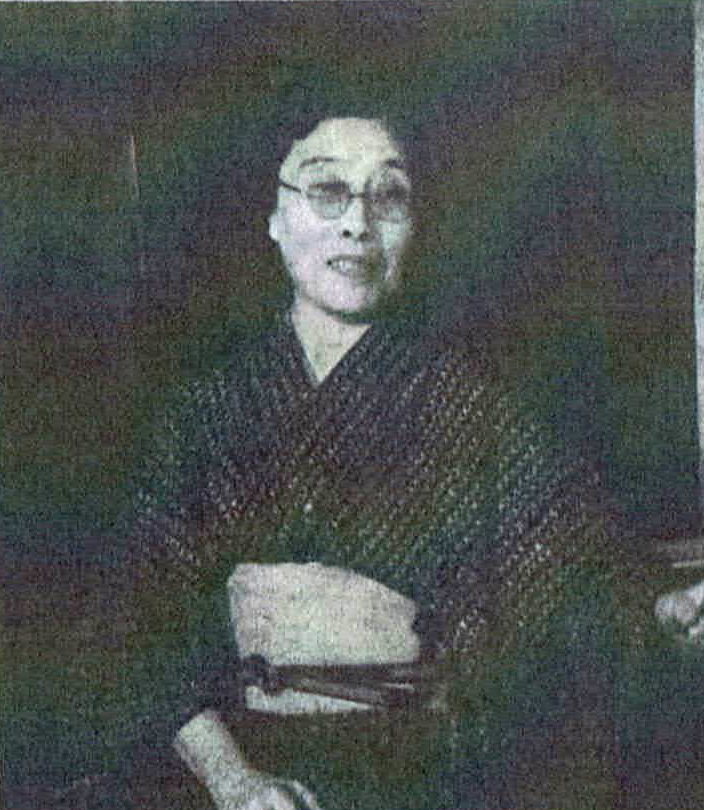
読売新聞社『家庭よみうり』358号（1953年）より大倉燁子

国学者・物集高見の三女。兄の物集高量は国文学者、妹の物集和子も小説家。

## 経歴
東京府東京市本郷区弓町（現・東京都文京区本郷）出身、学歴は東京女子高等師範学校中退。文学を志して妹の和子とともに二葉亭四迷に弟子入りしたが、1908年、二葉亭は朝日新聞社特派員としてロシアに赴任することになったので、同社の同僚であった夏目漱石に物集姉妹の世話を依頼した。以後は漱石門下の作家として、本名や「岩田由美」、「岩田百合子」の名義で『兄』、『生家』、『母』などの小説を発表した（1909年 - 1912年）。
澤柳政太郎夫妻の世話で外交官と結婚後、夫とともに滞欧した際は、アーサー・コナン・ドイルの作品に触れている。
その後離婚し、一時は長唄の師匠となったが、探偵小説に転じて中村吉蔵（春雨）や森下雨村、大下宇陀児らに師事した。1935年、短篇集『踊る影絵』を出版し、日本初の単行本を出版した女流探偵小説家となった。『オール讀物』『新青年』『宝石』などに執筆した。その他の作品に長篇『殺人流線型』『女の秘密』などがあり、丘ミドリ名義でも作品発表している。墓所は雑司ヶ谷霊園。

## 著書
- 『踊る影絵』柳香書院 1935 のち春陽堂文庫 1938
- 『殺人流線型』柳香書院 1935
- 『笑ふ花束』ふじ書房 1946
- 『影なき女』春日書房 1954
- 『大倉燁子探偵小説選』論創社〈論創ミステリ叢書〉 2011 ISBN 978-4-8460-1063-8

### 翻訳
- グザヴィエ・ド・メーストル「妖怪の塔」（『踊る影絵』に収録）
- アレクサンドル・デュマ『紅楼の騎士』木村毅共訳 大隣社 1939
- セギュール伯爵夫人『ブレーズ物語』中央出版社 1951
- アルクサンドル・デュマ『世界大衆小説全集 世界の恋人』木村毅共訳 生活百科刊行会 1954
- アルクサンドル・デュマ『マリー・アントワネット』木村毅共訳 小山書店新社 1957